# Блокгауз, Нью-Йорк
Блокга́уз, Блокгауз № 1 (англ. Blockhouse No. 1, розм. The Blockhouse) — оборонна споруда у місті Нью-Йорк, розташована на півночі Центрального парку. Блокгауз було збудовано під час Англо-американської війни 1812—1815 для захисту міста від потенційної атаки британської армії. Він стратегічно розташований на кам'яній височині, з якої чітко проглядаються прилеглі райони Манхеттену. Будівництво було закінчено 1814 року. Офіційно відомий як Блокгауз № 1, він залишається останнім з серії блокгаузів які захищали Нью-Йорк. Існує версія що блокгауз стоїть на фундаменті, спорудженому британцями під час окупації Нью-Йорка 1776—1783 років.

## Виникнення
Археологи встановили, що споруду було зведено на фундаменті фортеці 18 століття. Скоріш за все це відбулось під час Американської революції. Коли армія Вашингтона покинула Нью-Йорк, британці звели систему оборонних споруд для захисту міста від потенційних атак з боку борців за незалежність. Ймовірно майбутній блокгауз було зведено на фундаменті однієї з тих споруд.
У 1813 році, полковник і головний інженер армії Свіфт Джосеф Ґарднер керував поспішним будівництвом блокгауза, очікуючи неминучої атака британськими військами, якої так і не сталося. Будівники були добровольцями.

## Розташування
Блокгауз № 1 розташований на північному заході Центрального парку Манхеттенського округу міста Нью-Йорк. Навколо споруди зберігається дика природа у майже первинному стані. Найближча паркова вулиця — Західний шлях (англ. West Dr). Знайти споруду, погано орієнтуючись у парку, відносно важко. Блокгауз не здобув популярності серед туристів завдяки, у тому числі, відносній географічній ізоляції та далекій відстані від популярних туристичних місць. Найближчі зупинки метрополітену: 110 st-Cathedral Parkway Station (B, С) та 100 st-Central Park North (2,3).

## Галерея

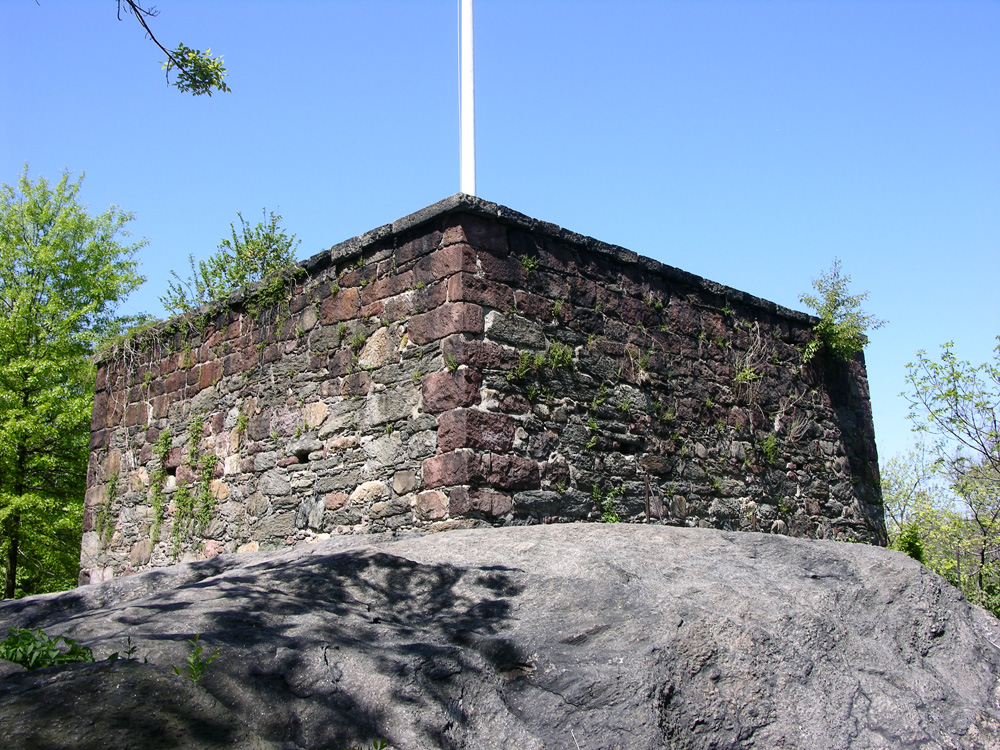
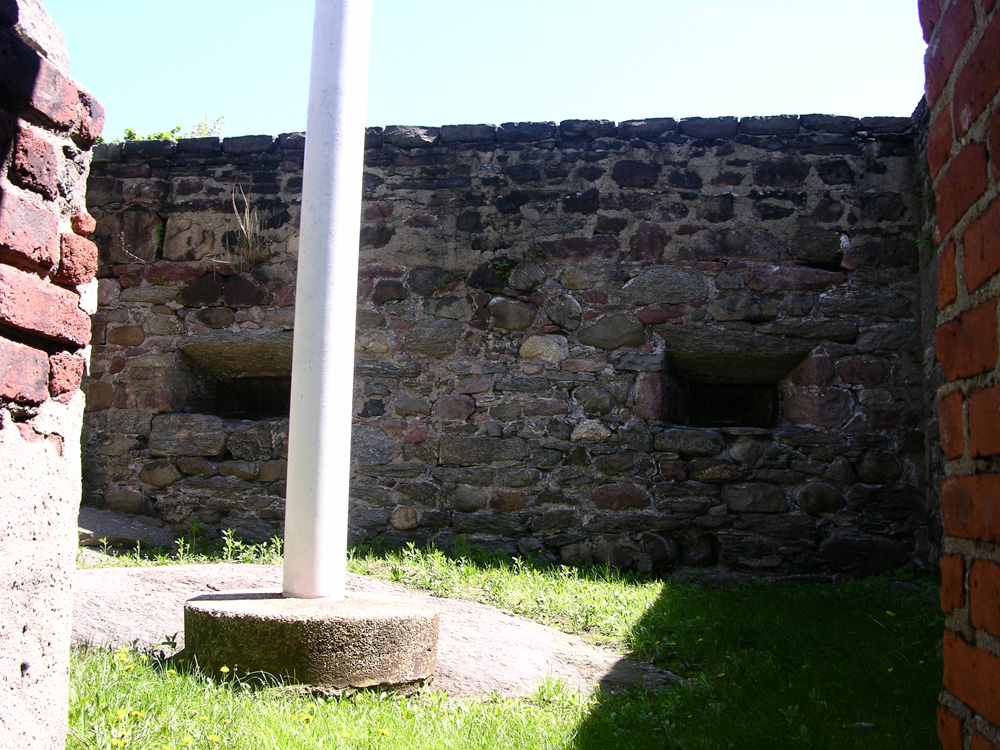
Фортеця у середині
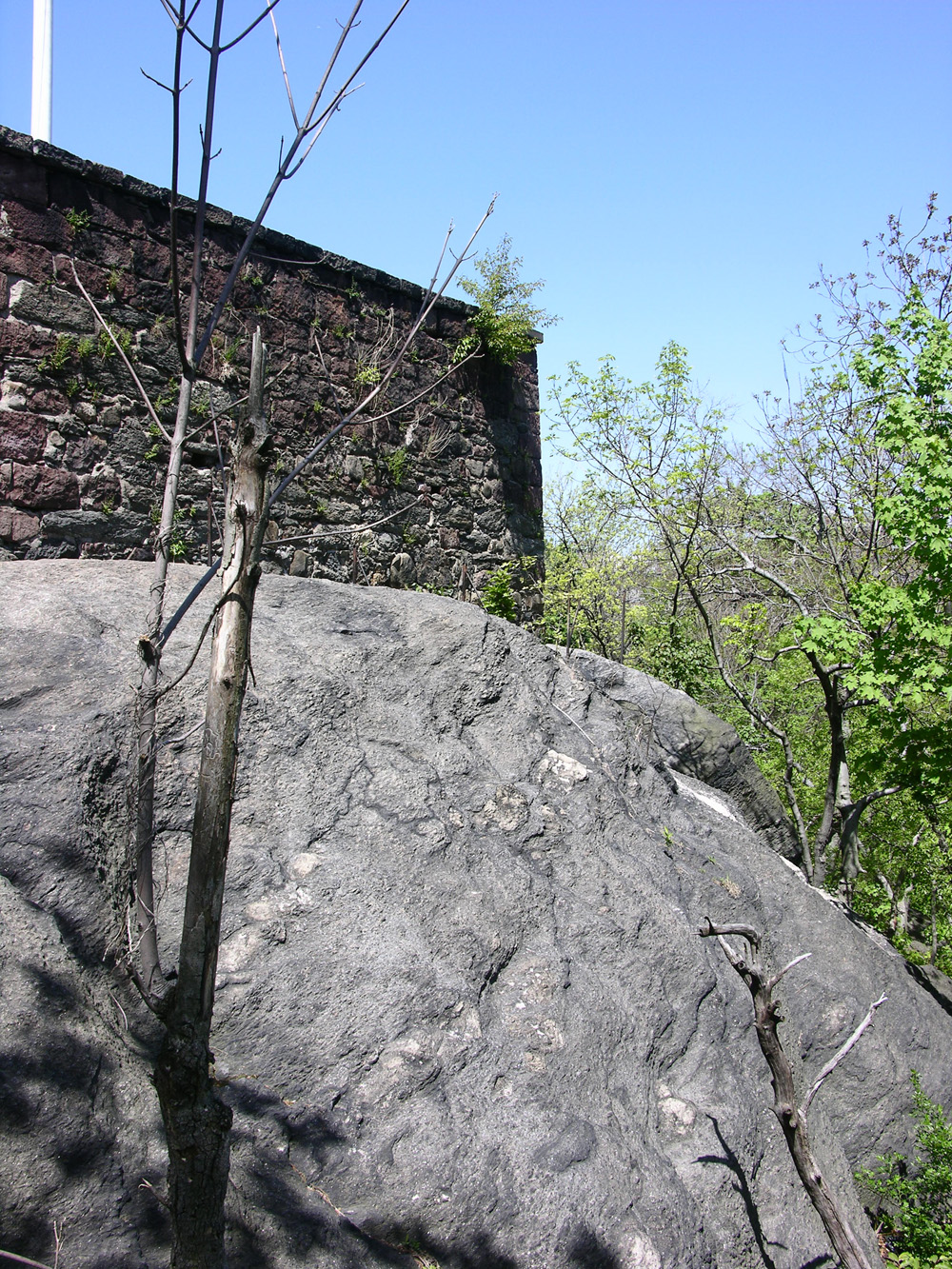
Навмисно складний ландшафт оточує фортецю
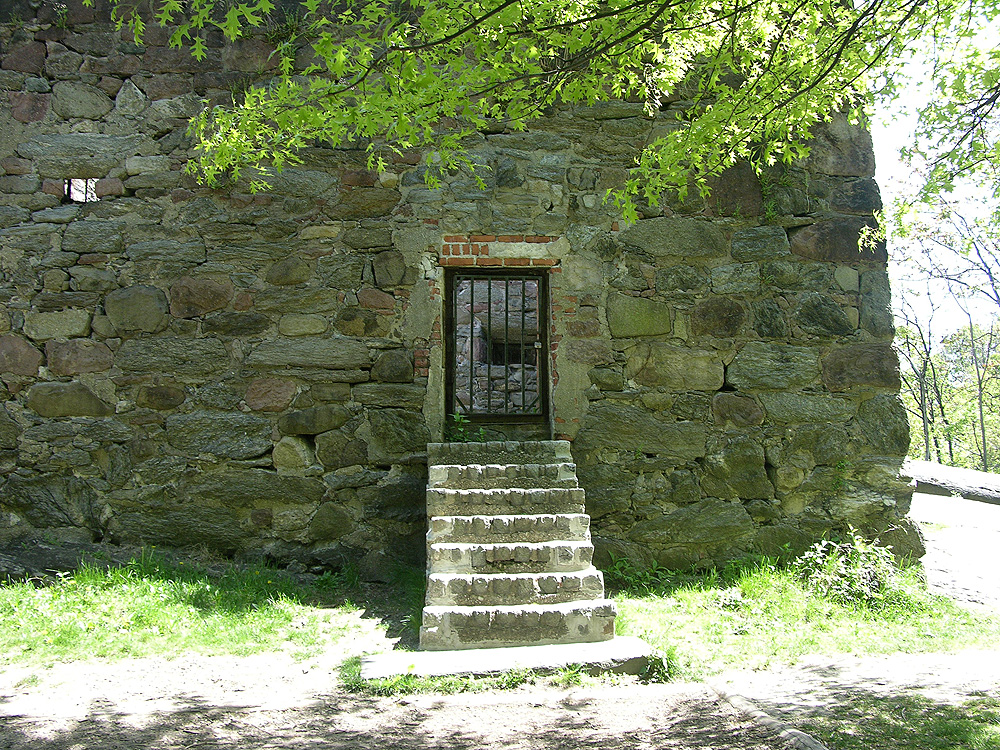
Єдиний вхід